# Philippe Peschaud
Pour les articles homonymes, voir Peschaud.
Le colonel Philippe Peschaud, né le 1er février 1915 à Saint-Quentin (Aisne), et mort le 8 mai 2006 à Paris, est un officier français de la 2e division blindée.

## Biographie
Philippe Peschaud déserte en août 1940 pour rejoindre la France libre au Cameroun.
Il réalise un raid de 5 000 km à la boussole en 1942 pour aller chercher l'artillerie de la colonne Leclerc, devenue 2e division blindée.
Ensuite, à la tête de son peloton de circulation routière, il « marque la route » aux unités de la 2e DB du général Philippe Leclerc, des plages de Normandie au nid d'aigle d'Hitler à Berchtesgaden, en passant par la Libération de Paris.
Chargé de la sécurité personnelle du général Leclerc en Indochine, il quitte l'armée en 1947 pour créer une compagnie de transport de produits pétroliers.
Président pendant trente-deux ans de l'Association des anciens de la 2e DB, le colonel Philippe Peschaud est grand-croix de la Légion d'honneur. Paradoxalement, il ne s'est jamais vu remettre la croix de Compagnon de la Libération.
Cet illustre combattant est aujourd'hui inhumé au cimetière de sainte-Lucie en Corse près du village de Porto-Vecchio.
Très proche du général Leclerc qui est son témoin lors de son mariage le 19 avril 1947 avec une rochambelle, Rosette Trinquet (1920-2015), il n'a cessé toute sa vie de diffuser le culte et les idées chères au maréchal par le biais de la fondation Leclerc qu'il a créée et dirigée durant 32 années.

## Distinctions
- Grand-croix de la Légion d'honneur (décret du 13 juillet 1995)
- Croix de guerre 1939–1945
- Médaille de la Résistance française (décret du 24 avril 1946)[3]